# Consell General de Cambres de Catalunya
El Consell General de les Cambres Oficials de Comerç Indústria i Navegació de Catalunya o Consell de Cambres és una corporació de dret públic amb personalitat jurídica pròpia i plena capacitat d'obrar integrat per totes les cambres de Catalunya.

## Història
El Consell General de Cambres es va crear per la llei 14/2002, que el configurà com un òrgan consultiu i de col·laboració amb la Generalitat de Catalunya i amb la resta d'institucions autonòmiques i el dota de funcions representatives i coordinadores de les Cambres catalanes. L'any 2002 fou escollit com el seu president el Sr. Miquel Valls Maseda.
Entre el mes de setembre de 2019 i el mes de gener de 2021 el seu president fou el Sr. Joan Canadell i Bruguera.
Entre gener de 2021 i desembre de 2023 el president fou el gironí Jaume Fàbrega i Vilà. Des de desembre de 2023 ho és Josep Santacreu.

## Membres
A Catalunya existeixen 13 cambres de comerç, les de Barcelona, Sabadell, Terrassa, Manresa, Girona, Sant Feliu de Guíxols, Palamós, Tàrrega, Lleida, Tarragona, Reus, Valls i Tortosa. Totes es coordinen a través del Consell General de les Cambres de Catalunya.

## Presidents
- 2002 - 2019: Miquel Valls
- 2019 - 2021: Joan Canadell
- 2021 - 2023: Jaume Fàbrega[8]
- 2023 - avui: Josep Santacreu.[6]